# Dealu Malului, Vâlcea
Dealu Malului este o localitate componentă a municipiului Râmnicu Vâlcea din județul Vâlcea, Oltenia, România.
Patru ediții ale conclavului de mânuitori de peneluri ctitorit cu neostoită și mărinimoasă râvnă de Tina Popa în "Cula" ei din Dealul Malului din mărginimea nordică a Râmnicului Vâlcea. 
- Corneliu Antim, Ziarul Finaciar 21 iulie 2006

 Acest articol despre o localitate din județul Vâlcea este deocamdată un ciot. Puteți ajuta Wikipedia prin completarea lui.